# Falsidactus kivuensis
Falsidactus kivuensis är en skalbaggsart som beskrevs av Stefan von Breuning 1958. Falsidactus kivuensis ingår i släktet Falsidactus och familjen långhorningar. Inga underarter finns listade i Catalogue of Life.